# Kwasy beztlenowe
Kwasy beztlenowe – ogólna nazwa kwasów, które w swojej reszcie kwasowej nie posiadają atomu tlenu. 
Najprostsze z kwasów beztlenowych składają się z atomów wodoru i atomu niemetalu, choć niektóre z nich mają bardziej złożoną strukturę.
Do pierwszej klasy kwasów beztlenowych zaliczają się m.in.:
- kwas chlorowodorowy (HCl)
- kwas fluorowodorowy (HF)
- kwas bromowodorowy (HBr)
- kwas jodowodorowy (HI)
- siarkowodór rozpuszczony w wodzie - H2S
- kwas selenowodorowy (H2Se)

Kwasy te można otrzymać w wyniku bezpośredniej reakcji gazowego wodoru z danym niemetalem, a następnie rozpuszczenie otrzymanego wodorku w wodzie lub innym polarnym rozpuszczalniku. W praktyce przemysłowej otrzymuje się je jednak zazwyczaj w inny sposób.
Kwasy te są zazwyczaj bardzo mocne. Ich moc wzrasta proporcjonalnie do spadku elektroujemności tworzącego je niemetalu. 
Oprócz prostych kwasów beztlenowych znane są także bardziej złożone tego rodzaju związki. Zalicza się do nich m.in.:
- kwas cyjanowodorowy (HCN)
- kwas rodanowodorowy (tiocyjanowy) (HSCN) oraz jego izomer kwas izotiocyjanowy (HNCS)
- merkaptany organiczne (RSH).